# سندولان
سندولان هي قرية في مقاطعة سردشت، إيران. يقدر عدد سكانها بـ 59 نسمة بحسب إحصاء 2016.